# Mark Emke
Markus Joannes ("Mark") Emke  (Amsterdam, 18 juli 1959) is Nederlands roeier. Hij vertegenwoordigde Nederland op verschillende grote internationale wedstrijden. Hij nam eenmaal deel aan de Olympische Spelen, maar won hierbij geen medailles.

## Levensloop
Zijn olympisch debuut maakte Emke op 25-jarige leeftijd bij de Olympische Spelen van 1984 op het roeionderdeel dubbel-vier. Met een tijd van 6.12,41 in de kleine finale moest de Nederlandse ploeg zich tevreden stellen met de negende plaats.
Later werd hij roeitrainer. In 2004 was hij coach van de Holland Acht, die op de Olympische Spelen van 2004 een zilveren medaille behaalde. Een jaar later werd hij door lezers van het maandblad van de KNRB verkozen tot coach van het jaar. De mannen vier-zonder, een van de ploegen die hij coachte, werd Ploeg van het Jaar. Hij is aangesloten bij roeivereniging RIC in Amsterdam. Bij deze vereniging is hij benoemd tot erelid. In 2008 besloot Emke te stoppen als roeicoach en zich te richten op zijn maatschappelijke carrière. Vijf jaar later keerde hij terug bij de Roeibond op voorspraak van Joop Alberda.
Van beroep is hij water- en milieuadviseur.

## Palmares

### Roeien (lichte skiff)
- 1982: 6e WK - 7.22.48
- 1986: 9e WK - 7.12,35

### Roeien (dubbel-vier)
- 1977: 4e WK junioren - 4.39,81
- 1983: 8e WK - 6.01,15
- 1984: 9e OS - 6.12,41
- 1985: 10e WK - 6.01,93

### Roeien (lichte vier zonder stuurman)
- 1989: 7e WK - 6.25,05
- 1990:  WK - 7.05,84
- 1991: 5e WK - 6.05,54
- 1995: 13e WK - 6.30,25

### Roeien (lichte acht met stuurman)
- 1978:  WK - 5.58,76
- 1979:  WK - 5.55,06
- 1988: 6e Wereldbeker - 5.56,67
- 1994: 4e WK - 5.35,49